# Leica Q
La Leica Q (tipo 116) è una fotocamera digitale compatta a ottica fissa con sensore full-frame da 24 megapixel annunciato da Leica il 10 giugno 2015.